# Jose Manuel Cobano
Jose Manuel Cobano (* 29. September 1964 in Sevilla)  ist ein ehemaliger deutsch-spanischer Fußballprofi.
Cobano, Sohn spanischer Einwanderer, wurde zur Saison 1984/85 von Hannover 96 verpflichtet. Hannover 96 stieg nach derselben Saison in die 1. Bundesliga auf. Cobano konnte jedoch nur einen Einsatz vorweisen, in dem er allerdings gleich einen Treffer erzielte. Nach zwei Jahren im Profibereich blieb es bei einem einzigen Pflichtspiel und Cobano wechselte in den Amateurfußball.
Nach einem erfolgreich abgeschlossenen Studium arbeitet Cobano heute als Lehrer an einer Schule in Hannover.